# Fakhrul Zaman
Fakhrul Zaman, mit vollständigen Namen Fakhrul Zaman bin Wan Abdullah Zawawi (* 13. April 1994 in Kota Bharu) ist ein malaysischer Fußballspieler.

## Karriere
Fakhrul Zaman erlernte das Fußballspielen in der Jugendmannschaft von Kelantan FA. Hier unterschrieb er 2016 auch seinen ersten Profivertrag. Der Verein aus Kota Bharu, der Hauptstadt des Staates Kelantan, spielte in der höchsten Liga des Landes, der Malaysia Super League. Von Juni 2017 bis November 2017 wurde er an den Zweitligisten MISC-MIFA ausgeliehen. 2019 wechselte er zum Drittligisten Kelantan United. Mit dem Klub spielte er in der neugeschaffenen dritten Liga, der Malaysia M3 League. Mit dem Verein wurde er Meister und stieg somit in die zweite Liga auf. Mit 28 Toren wurde er Torschützenkönig der dritten Liga.

## Erfolge
Kelantan United
- Malaysia M3 League: 2019  ▲

## Auszeichnungen
- Malaysia M3 League: 2019 Torschützenkönig (Kelantan United/28 Tore)